# Cinema da Alemanha
O cinema produzido na Alemanha é fortemente marcado por uma influência das tendências artísticas e vanguardas plásticas.
Entre 1949 e 1990, a nação alemã esteve dividida em dois estados diferentes: a República Federal Alemã (Alemanha Ocidental) e a República Democrática Alemã (Alemanha Oriental), cada qual produzindo filmes bem distintos em termos de temática, linguagem e estética.

## História do cinema alemão

### Expressionismo e “Nova Objetividade” (1918-1933)
Logo após o final da Primeira Guerra Mundial, a cinematografia alemã alcançou ligeiro sucesso económico, causado  pela desvalorização do Marco alemão, que possibilitou a oferta de filmes no exterior a preços praticamente sem concorrência; e por outro lado, tirou dos produtores cinematográficos estrangeiros a vontade de exportarem para a Alemanha. A indústria alemã de filmes caracterizava-se através de uns poucos consórcios financeiros à base de imenso capital de ações e por numerosas companhias economicamente fracas. O complexo mais forte de produção e distribuição era a UFA, fundada em 1917. O florescimento aparente alcançou seu ponto mais alto em 1920, quando foram produzidos 474 filmes de longa-metragem, número posteriormente jamais alcançado na Alemanha.
A estabilização do Marco terminou no ano seguinte e propiciou a normalização das condições de produção. Os produtores americanos passaram a interessar-se pelo mercado germânico. Contudo, os empresários alemães não se mostravam à altura da concorrência estrangeira. O governo interveio a favor da produção nacional, os filmes estrangeiros não podiam ultrapassar o número de fitas realizadas no país. Aqueles que mais sofreram com a concorrência foram os complexos empresariais, em primeiro lugar a UFA. Em 1926 ela viu-se forçada a fazer um empréstimo de quatro milhões de dólares junto às concorrentes americanos da “Metro Goldwin Mayer” e “Paramount”. Como nem mesmo assim podia ser evitado o desaparecimento da empresa, o consórcio “Hugenberg” passou a interessar-se na solução do problema. E, por conseguinte, a UFA ficou sob controle de Hugenberg. Ela conduziu-a no tempo subsequente não por interesses econômicos, porém por objetivos de publicidade política. E assim a UFA chegava ao Terceiro Reich como um dos mais importantes instrumentos de propaganda nazista.
No cinema alemão dos anos 20, como se pôde comprovar mais tarde, épocas de crise ofereceram maiores chances à atividade artística do que períodos de consolidação e segurança. Ascensão e queda da arte cinematográfica correspondem ao desenvolvimento econômico, social e político.

### Terceiro Reich (1933-1945)

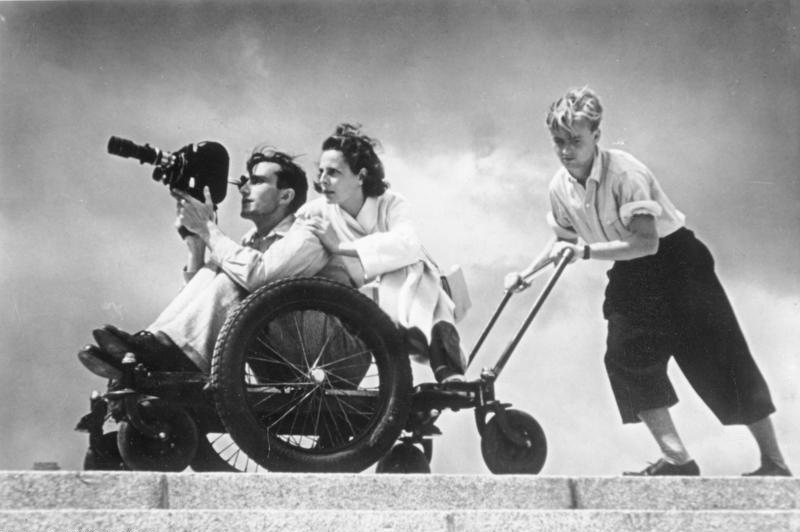
Leni Riefenstahl filmando em 1936.

A crise econômica mundial de 1929-1930 atingiu o cinema alemão ainda antes do filme sonoro ter atingido, com maior profundidade. Os nacional-socialistas por sua vez, logo depois de terem conseguido o poder, serviram-se dessa situação para sanar o cinema por meio de medidas estatais e colocá-lo, assim, sob o seu controle. As companhias pequenas foram liquidadas umas após as outras; as grandes, postas sob o controle do Estado. Em 1937 a UFA e a Bavaria foram encampadas pelo Estado.
Já em 1930 a NSDAP, tinha criado uma seção para assuntos de cinema. Dois meses depois da tomada do poder por Hitler, Goebbels, comunicava ao pessoal do cinema, o interesse ativo do novo governo em tudo que se referia à sétima arte.
Em fevereiro de 1934 uma nova lei relativa ao cinema nacional colocava a censura sob direção autoritária, enrijecia os seus princípios e se estendia a todo o processo de produção desde o “script” até ao filme acabado. Na Alemanha, o governo nazista privou o cinema alemão de todas as suas conquistas anteriores. A ideia de um “revolução nacional” não chegou a inspirar nenhuma obra cinematográfica, como também, sob a ditadura, qualquer formulação crítica, mesmo no domínio meramente publicitário do cinema, era de todo impossível.
Sob o nazismo, o cinema alemão desenvolveu formalmente os modelos da República de Weimar apenas em um setor: nos documentários de Leni Riefenstahl. Sua muita falada amizade com Hitler, e o reconhecimento de seu talento por parte do Führer, valeram então a Leni Riefenstahl o encargo de vários documentários oficiais. “Der Sieg des Glaubens” (A vitória da fé, 1933), curta-metragem sobre o congresso do partido de 1933 se constituiu em estudo preliminar para “Triumph des Willens” (O Triunfo da Vontade, 1935), o longa sobre o congresso do partido de 1934.
O término da guerra libertou o cinema alemão da ditadura da arte do “Terceiro Reich”, porém não do conformismo e da esterilidade de seus autores e diretores. Na medida em que se voltavam para temas atuais, o que aliás acontecia raramente, permaneciam contudo presos à apologia sentimental da mesma passividade política que lhe havia dado projeção.

## O cinema alemão contemporâneo

### Produção
No final do século passado um estrondo despertou o cinema alemão de um sono hibernal: Corra Lola, corra, de Tom Tykwer (1998). A corrida desenfreada de Lola contra o tempo, através de Berlim, foi entendida em todo o mundo como uma metáfora do desassossego de uma época. O diretor Tom Tykwer e a protagonista Franka Potente alcançaram sucesso mundial com o filme.
O cinema alemão teve um grande impulso e, pela primeira vez desde a era do grande Rainer Werner Fassbinder, falecido em 1982, os olhos estrangeiros se voltaram novamente para o cinema da Alemanha, que festejava os sucessos internacionais: um Oscar para Sem Lugar na África, de Caroline Link (2002), um Urso de Ouro na Berlinale para Contra a Parede, de Fatih Akin (2004). O diretor hamburguês de origem turca Fatih Akin narra com intenso vigor a vida de imigrantes turcos na Alemanha. Nesse premiado drama, Fatih Akin traz para a tela, com uma precisão brutal, mas sem sentimentalismo, uma história de amor entre dois turco-alemães, esmagados entre as duas culturas. Também nos estudos realistas do meio social de Andreas Dresen, trata-se de autenticidade, de uma visão objetiva da vida. Ele registra o cotidiano na Alemanha Oriental com recursos técnicos, como a Steadicam.
Ao contrário da época de Fassbinder, o interesse agora não é por uma escola específica de cinema de autor, mas de diferentes diretores com uma característica própria. Velhos mestres como Wim Wenders, Volker Schlöndorff e Werner Herzog continuam ativos, mas são outros que causam furor. O impulso vem de um gênero de filme que não gozava de boa fama no cinema alemão: a comédia cinematográfica. A tragicomédia Adeus, Lênin!, de Wolfgang Becker (2003), fez sucesso em quase 70 países, porque falava também do malogro do socialismo. A comédia Edukators, de Hans Weingartner (2004), apresenta de forma radical temas da antiglobalização. As comédias alemãs fazem sucesso porque suas histórias nacionais tratam também de temas universais. No entanto, os cineastas conseguem o material de suas histórias filtrando os desenvolvimentos e as transformações que acontecem dentro do próprio país.
Porém o interesse pelas convulsões sociais, são reduzidos ao mesmo tempo pela tensão existente no resgate da retrospectiva, com aspectos traumáticos da própria história. O drama histórico A Queda, de Oliver Hirschbiegel (2004), quebrou um tabu, mostrando o lado humano de Hitler.
Em 2003 criado o filme: Além Dos Limites (Beyond The Limits), com uma loga e bela história e encenação. Em Sophie Scholl (2005), Julia Jentsch representou numa atuação grandiosa a vida da militante da resistência alemã e foi agraciada com o Prêmio do Cinema Alemão.

### Política e incentivo a produção cinematográfica
Bem como a cultura em geral, o cinema está sob responsabilidade dos estados alemães, eles estão sob a forma de mantedores e promotores do Federalismo Cultural, caracterizando a expressão cultural local, como nacional, o que acarreta em instituições culturais amplamente descentralizadas e desperta ambição nos estados em refletir sua cultura particular e expandir em cénario nacional, não ignorando sua origem e seu início.
O fomento do cinema transformou-se em um instrumento de desenvolvimento dos estados. Há recursos onde há produção.
O desenvolvimento positivo do cinema alemão está baseado principalmente numa boa condição para o seu futuro, resultado da união de forças do poder público com a iniciativa privada.

## Berlinale
Desde 1951 acontece, anualmente, o Festival Internacional de Cinema de Berlim. Depois do Festival de Cannes, a Berlinale é o segundo maior festival de cinema do mundo e a vitrine do cinema alemão. No centro de Berlim, ao redor da Potsdamer Platz, a arte, o glamour, as festas e os negócios encontram-se durante duas semanas. Cerca de 40 mil espectadores e 16 500 especialistas do ramo – atores, produtores, distribuidores, compradores, financiadores e jornalistas – participam todos os anos do evento. O ponto alto de cada Berlinale é a entrega dos prêmios oficiais, os Ursos, por um júri internacional. A esses prêmios concorrem filmes de todo o mundo, que fazem a sua estreia europeia e internacional durante o festival. Paralelamente ao festival, a Berlinale apresenta um festival de filme infantil, um fórum do cinema alemão e um fórum internacional do cinema jovem.
E há ainda uma retrospectiva e uma homenagem dedicadas à obra de uma grande personalidade do mundo cinematográfico. A mostra engloba 350 filmes. A Federação arca com dois terços dos dez milhões de euros, custo total da Berlinale. O restante é coberto pela arrecadação de entradas e por patrocinadores. Desde 2003, são convidados anualmente 500 jovens talentos de todo o mundo a participar do Campus de Talentos da Berlinale, para trocar know-how e ideias. O diretor da Berlinale é Dieter Kosslick.

## Diretores
| - Hans Richter - Walter Ruttmann - Oskar Fischinger - Ernst Lubitsch - Robert Wiene - F. W. Murnau - Lupu Pick - Fritz Lang - Joe May | - Leni Riefenstahl - Alexander Kluge - Rainer Werner Fassbinder - Volker Schlöndorff - Werner Herzog - Wim Wenders - Peter Lilienthal - Margarethe von Trotta - Edgar Reitz | - Wolfgang Petersen - Doris Dörrie - Tevfik Baser - Wolfgang Becker - Roland Emmerich - Uwe Boll - Olaf Ittenbach - Tom Tykwer |